# Uptodown
Uptodown ist ein Marktplatz für den Vertrieb von Desktop-Software und mobilen Apps. Das Unternehmen wurde am 20. Dezember 2002 gegründet und hat seinen Sitz in Malaga, Spanien.
Der Katalog umfasst über 160.000 Apps für verschiedene Plattformen, sortiert nach thematischen Kategorien und gehostet auf eigenen Servern.
Neben der Bereitstellung von Rezensionen und Multimedia-Inhalten, die von einem engagierten Redaktionsteam erstellt werden, erleichtert Uptodown die Benutzereinbindung durch Kommentare.
Mit einer Nutzerzahl von mehr als 130 Millionen pro Monat und 450 Millionen monatlichen Downloads bietet die in 17 Sprachen verfügbare Website lokalisierte Inhalte für jede dieser Sprachen.

## Inhalt
Uptodown bietet eine breite Palette von Apps für Android, Windows und Mac, darunter P2P Download-Clients, Backup-Software, Emulatoren, Root-Tools und Glücksspiel-Apps. Die Android-Apps aus dem Katalog werden im APK-Format verteilt, obwohl die offizielle App die meisten alternativen Verpackungsformate unterstützt. Zusätzlich zu den neuesten Updates bietet Uptodown auch ältere Versionen der einzelnen Apps an.

## Geschichte
Uptodown wurde 2002 von Luis Hernández und José Domínguez als Projekt der Escuela Técnica Superior de Ingeniería Informática (Hochschule für Informatik und Ingenieurwesen) der Universität Málaga gegründet und hatte zum Ziel, Entwickler und Nutzer durch eine offene und zuverlässige Software-Vertriebsplattform miteinander zu verbinden.
Dieser Marktplatz begann seine internationale Expansion im Jahr 2006 mit der Einbindung englischer Inhalte und schließlich wurden es 17 Sprachen. Zwischen 2006 und 2010 schloss Uptodown Verträge zur Verwaltung von Download-Vertikalen und zur Bereitstellung von Technologien für verschiedene Medien wie Computer Hoy (Axel Springer) oder Ebay Spanien.
Im Jahr 2011 nahm die Plattform mobile Apps in ihren Katalog auf und 2018 machten die Downloads von Android-Apps 80 % des gesamten Datenverkehrs aus. Der gesamte Datenverkehr von Uptodown beläuft sich auf 130 Millionen einzelne Nutzer pro Monat.
Im Jahr 2019 wurde die native App als offizieller Standard-Store auf verschiedenen Geräten und Plattformen integriert: die Marke NPG TV, der Puppy Cube Projektor, Media Center wie Entertainmentbox sowie Virtualisierungs-Tools wie LDPlayer oder NOX App Player.
Im Jahr 2021 begann Uptodown mit Unity Technologies zusammenzuarbeiten, nachdem es Mitglied der App-Vertriebsplattform Unity Distribution Portal geworden war.

### Digitales Marktrecht
Im Jahr 2022 erließ die Europäische Gemeinschaft den Digital Markets Act, auch bekannt als Europäisches Kartellgesetz, um die Dominanz großer Technologieunternehmen in Europa zu verringern und einen freien Wettbewerb zu gewährleisten. Uptodown hat unter der Leitung seines CEO die Ausschüsse des Europäischen Parlaments als Experte angeführt und an ihnen teilgenommen und sich als eine der wenigen spanischen Plattformen positioniert, die eine echte Alternative zum Google Play Store und Apple App Store darstellen.